# SmugMug

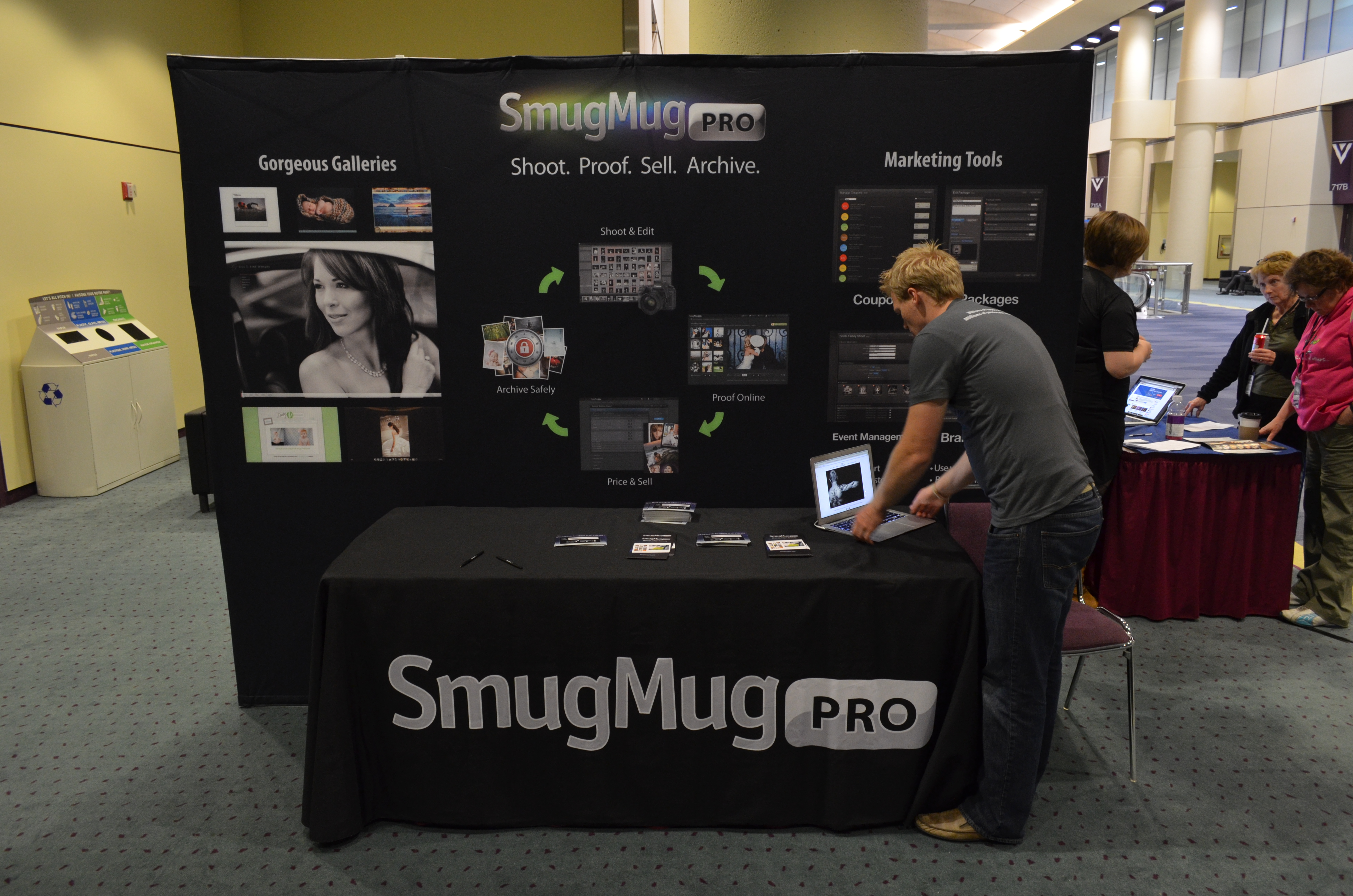
SmugMug

SmugMug是一个付费的图片分享、网络相册和影片分享網站，用户可以在上面上传照片和视频。该公司还負責銷售业余和专业摄影师的攝影作品。SmugMug由Don和Chris MacAskill父子二人于2002年11月3日创立。 2018年4月20日，SmugMug从威訊媒體手中收購了Flickr 。 